# Fuerza aérea

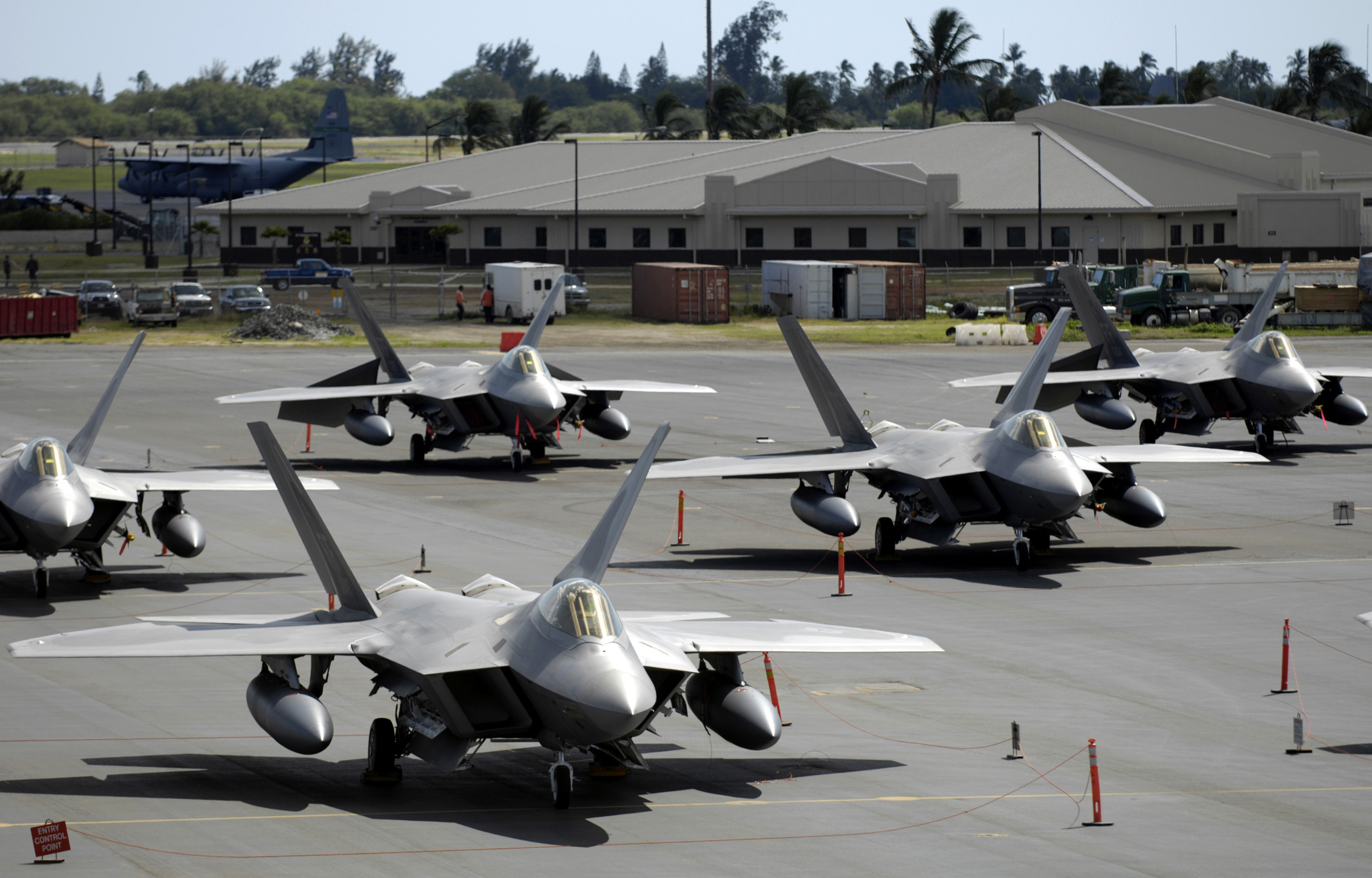
Cazas F-22 Raptor en la Base de la Fuerza Aérea Hickam, Hawái, 2007.

Una fuerza aérea, también conocida en algunos países como un ejército del aire o una aeronáutica militar entre otros nombres, es, en el sentido más amplio, la unidad militar nacional que lleva a cabo principalmente la guerra aérea. Más específicamente, es la rama de las fuerzas armadas de una nación responsable de la guerra aérea, a diferencia de un ejército (rama terrestre), armada (rama marítima) u otras ramas. Típicamente, las fuerzas aéreas se encargan de obtener el control del aire, llevar a cabo misiones de bombardeo estratégico y proporcionar apoyo a las fuerzas de superficie.
Las fuerzas aéreas consisten normalmente en una combinación de aviones de caza, bombarderos, aviones de transporte, helicópteros y otras aeronaves. Algunas fuerzas aéreas también son responsables de operaciones militares en el espacio, misiles balísticos intercontinentales (ICBM) y equipos de comunicaciones. Muchas fuerzas aéreas tienen el mando y control de otros activos de defensa aérea como artillería antiaérea, misiles superficie-aire, o sistemas defensivos y redes de alerta con misiles antibalísticos

## Historia

### Aeronaves militares más pesadas que el aire
La primera fuerza de aviación del mundo fue la Aviation Militaire del Ejército francés formada en 1910, que acabó convirtiéndose en l'Armée de l'Air. En 1911, durante la Guerra Italo-Turca, Italia empleó aviones por primera vez en el mundo para misiones de reconocimiento y bombardeo contra posiciones turcas en territorio libio. La guerra italo-turca de 1911-1912 fue la primera de la historia que contó con ataques aéreos de aviones y dirigibles. Durante la Primera Guerra Mundial Francia, Alemania, Italia, el Imperio Británico y el Imperio Otomano poseían importantes fuerzas de bombardeross y cazas.  En la Primera Guerra Mundial también aparecieron comandantes superiores que dirigieron la guerra aérea y numerosos ases del aire.

### Fuerzas aéreas independientes
Una fuerza aérea independiente es una rama separada de las fuerzas armadas de una nación y es, al menos nominalmente, tratada como un servicio militar al mismo nivel que el de servicios más antiguos como las armadas o los ejércitos.
La Real Fuerza Aérea británica fue la primera fuerza aérea independiente del mundo. La RAF se fundó el 1 de abril de 1918 mediante la fusión del Royal Flying Corps del Ejército Británico y el Royal Naval Air Service. En sus inicios, la RAF contaba con más de 20.000 aeronaves. Estaba comandada por un Chief of the Air Staff con el rango de major-general y estaba regida por su propio ministerio gubernamental (el Ministerio del Aire).
Podría decirse que la Fuerza Aérea Finlandesa fue la primera fuerza aérea independiente del mundo, formada el 6 de marzo de 1918, cuando el conde sueco, Eric von Rosen regaló a Finlandia el segundo avión, un Thulin. Tipo D.Algunos consideraban que la Fuerza Aérea Finlandesa no existía oficialmente durante la Guerra Civil Finlandesa, y la Guardia Roja tenía su propia fuerza aérea.
En las décadas siguientes, la mayoría de los países con una capacidad militar importante crearon fuerzas aéreas independientes. La Fuerza Aérea Sudafricana se creó el 1 de febrero de 1920 y la Real Fuerza Aérea Australiana poco después, el 31 de marzo de 1921, aunque no fue hasta 1922 cuando el jefe del Servicio recibió el título de Jefe del Estado Mayor Aéreo, lo que le equiparaba a sus homólogos del Ejército Australiano y la Armada. La Canadian Air Force se formó al final de la Primera Guerra Mundial y fue abolida y reorganizada varias veces entre 1918 y 1924. Se convirtió en la Real Fuerza Aérea Canadiense permanente cuando recibió el título de Real por proclamación real el 1 de abril de 1924.  Sin embargo, no se independizó del Ejército canadiense hasta 1938, cuando su jefe fue designado también Jefe del Estado Mayor Aéreo. Del mismo modo, la Real Fuerza Aérea de Nueva Zelanda se creó en 1923 como Fuerza Aérea Permanente de Nueva Zelanda, pero no se independizó del Ejército de Nueva Zelanda hasta 1937. Otros países de influencia británica también crearon fuerzas aéreas independientes. Por ejemplo, la Real Fuerza Aérea Egipcia se creó en 1937, cuando la aviación militar egipcia se separó del mando del Ejército. La Fuerza Aérea Afgana se creó el 22 de agosto de 1924, con el apoyo de la Unión Soviética y Gran Bretaña, pero una guerra civil destruyó la mayoría de los aviones y no se restableció hasta 1937, cuando el rey Mohamed Nadir Shah tomó el poder.
Fuera del Imperio Británico, la Real Fuerza Aérea Italiana se fundó en 1923, la Fuerza Aérea Rumana se estableció como categoría de fuerza el 1 de enero de 1924, la Fuerza Aérea Finlandesa se estableció como un servicio separado el 4 de mayo de 1928, la Fuerza Aérea Chilena se fundó en 1930  y la Fuerza Aérea Brasileña fue creada en 1941. Tanto la Fuerza Aérea de los Estados Unidos y la Fuerza Aérea de Filipinas se formaron como ramas separadas de sus respectivas fuerzas armadas en 1947, al igual que la Fuerza Aérea Argentina en 1945. La Fuerza Aérea Israelí nació con el Estado de Israel el 18 de mayo de 1948, pero evolucionó a partir del Sherut Avir (Servicio Aéreo) preexistente de los paramilitares Haganah. La Fuerza de Autodefensa Aérea de Japón no se creó hasta 1954;  en la Segunda Guerra Mundial. la aviación militar japonesa había corrido a cargo del Ejército y la Armada. A diferencia de todos estos países, la Fuerza Aérea Mexicana sigue siendo parte integral del Ejército Mexicano.

### Las guerras mundiales

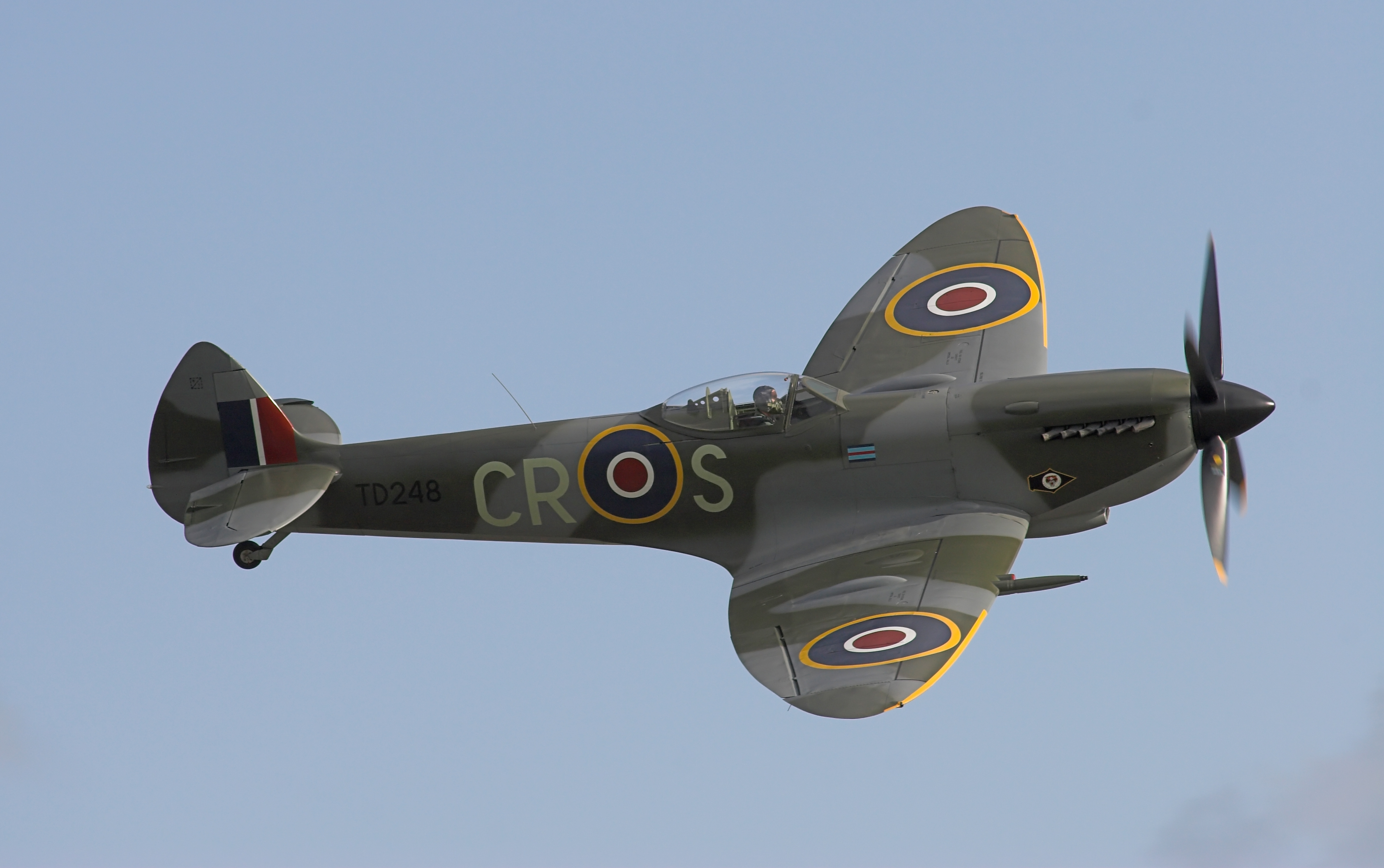
El Supermarine Spitfire de la RAF jugó un papel vital en la victoria británica durante la Batalla de Inglaterra.

#### Primera Guerra Mundial
Alemania fue el primer país en organizar ataques aéreos regulares contra infraestructuras enemigas con los Luftstreitkräfte. En la Primera Guerra Mundial, utilizó sus zeppelines (dirigibles) para lanzar bombas sobre ciudades británicas. En aquella época, Gran Bretaña disponía de aviones, aunque sus dirigibles eran menos avanzados que los zepelines y rara vez se utilizaban para atacar; en cambio, solían emplearse para espiar a los U-boats (submarinoss) alemanes. Los aviones de ala fija de la época eran bastante primitivos, podían alcanzar velocidades comparables a las de los automóviles modernos y montaban armamento y equipos mínimos. Los servicios aéreos eran todavía en gran medida una nueva empresa, y las máquinas relativamente poco fiables y la formación limitada dieron lugar a una esperanza de vida estupendamente baja para los primeros aviadores militares.

#### Segunda Guerra Mundial

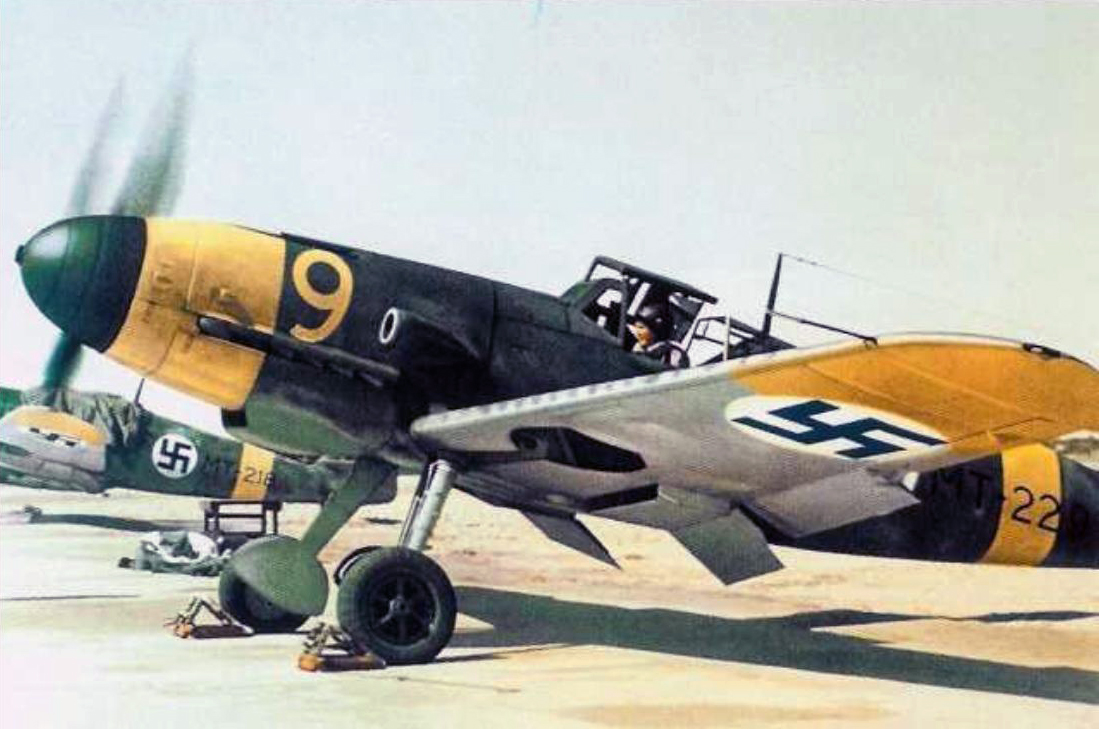
Aviones Messerschmitt Bf 109 G-2 finlandeses de la Fuerza Aérea Finlandesa durante la Guerra de Continuación.

Cuando comenzó la Segunda Guerra Mundial, los aviones eran mucho más seguros, rápidos y fiables. Se adoptaron como estándar para los bombardeos y el derribo de otras aeronaves porque eran mucho más rápidos que los dirigibles. La mayor fuerza aérea militar del mundo al comienzo de la Segunda Guerra Mundial en 1939 era la Fuerza Aérea Roja Soviética, y aunque muy mermada, llevaría a cabo las mayores operaciones aéreas de la Segunda Guerra Mundial durante los cuatro años de combate con la Luftwaffe alemana.

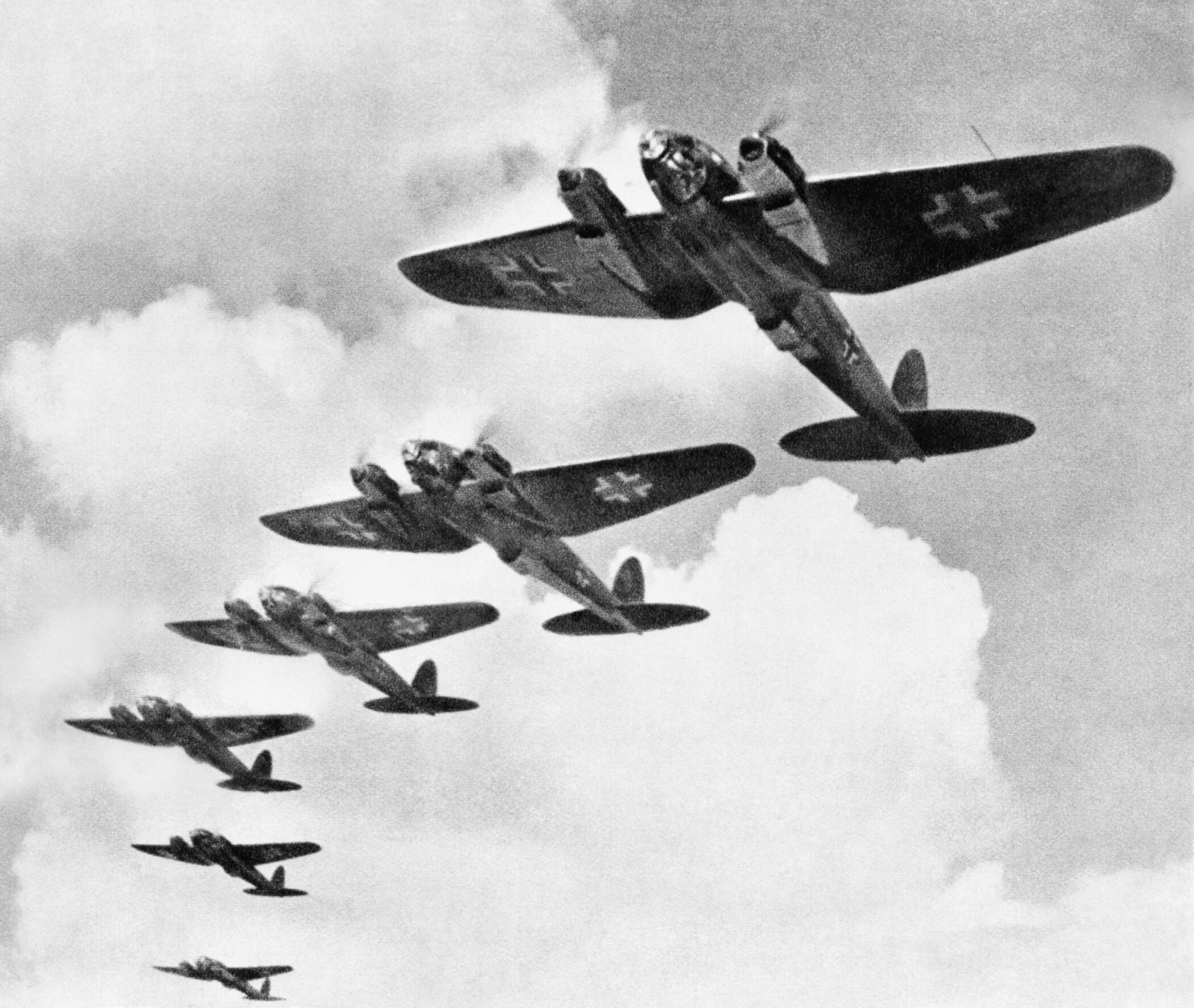
Bombarderos alemanes Heinkel He 111 durante la Batalla de Inglaterra.

Podría decirse que la operación aérea más importante de la guerra, conocida como Batalla de Inglaterra, tuvo lugar en 1940 sobre Inglaterra y el Canal de la Mancha entre la Real Fuerza Aérea británica y la Luftwaffe alemana durante varios meses. Al final, Gran Bretaña salió victoriosa, lo que provocó que Adolf Hitler renunciara a su plan de invadir Gran Bretaña. Otras operaciones destacadas de las fuerzas aéreas durante la Segunda Guerra Mundial incluyen el Bombardeo aliado de Alemania durante 1942-1944, y las operaciones de la Fuerza Aérea Roja en apoyo de las ofensivas terrestres estratégicas en el Frente Oriental.  La guerra aérea en el Teatro del Océano Pacífico tuvo una importancia estratégica comparable a la de la Batalla de Inglaterra, pero fue llevada a cabo en gran parte por los servicios de aviación naval estadounidenses y japoneses y no por las fuerzas aéreas.

### Bombardeo estratégico

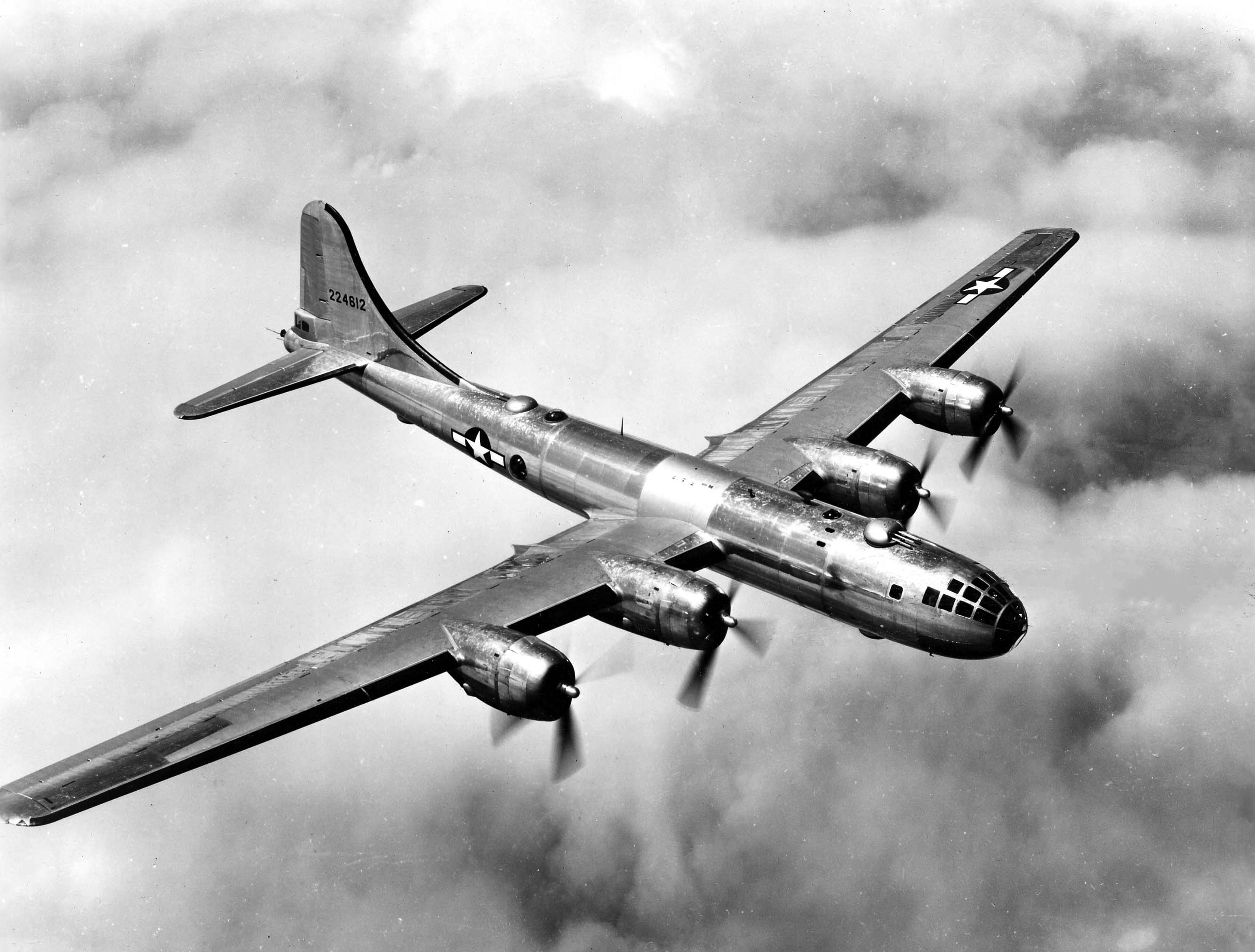
USAF B-29 en vuelo

La función de bombardeo estratégico de las fuerzas aéreas contra infraestructuras enemigas fue desarrollada durante los años 30 por los japoneses en China y por los alemanes durante la guerra civil española. Esta función del bombardero se perfeccionó durante la Segunda Guerra Mundial, durante las operaciones aliadas "Mil bombarderos". La necesidad de interceptar estos bombarderos, tanto de día como de noche, aceleró el desarrollo de los cazas. La guerra terminó cuando United States Army Air Forces Boeing B-29 Superfortress bombarderos lanzaron bombas atómicas sobre Hiroshima y Nagasaki en Japón en agosto de 1945.

### Post Segunda Guerra Mundial
La Fuerza Aérea de Estados Unidos se convirtió en un servicio independiente en 1947. Al comenzar la Guerra Fría, tanto la USAF como la Fuerza Aérea Soviética aumentaron sus fuerzas de bombarderos estratégicos con capacidad nuclear. Durante esta época se introdujeron ampliamente varios avances tecnológicos: el motor a reacción; el misil; el helicóptero; y el inflight refueling.
En 1954 se fundó la Fuerza de Autodefensa Aérea de Japón como servicio independiente.  Anteriormente, Japón había suministrado su aviación de servicio desde dentro de su Ejército y Armada.
Durante la década de 1960, Canadá fusionó la Real Fuerza Aérea Canadiense con el ejército y la marina para formar las Fuerzas Canadienses unificadas, con medios aéreos divididos entre varios mandos y un uniforme verde para todos. Esto resultó muy impopular, y en 1975 las unidades de aviación canadienses se reorganizaron bajo una única organización (Comando Aéreo de las Fuerzas Canadienses) con un comandante único. En 2011, el Mando Aéreo de las Fuerzas Canadienses volvió a su nombre anterior a la década de 1960, la Real Fuerza Aérea Canadiense.

## Organización

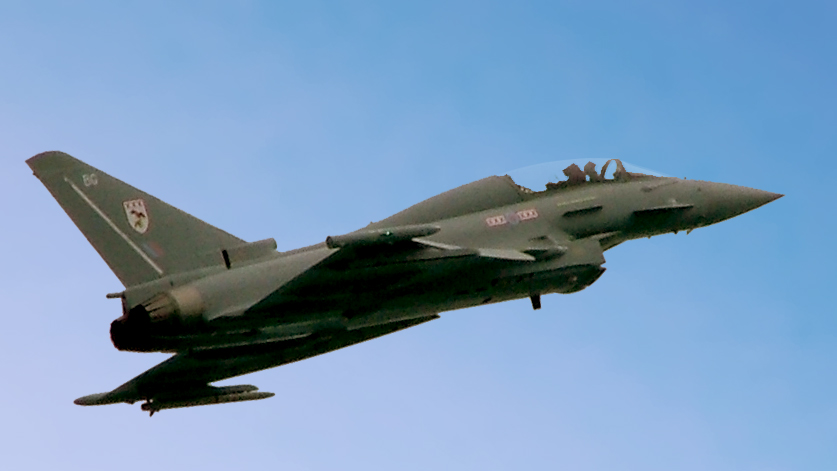
Un moderno Eurofighter Typhoon en vuelo.

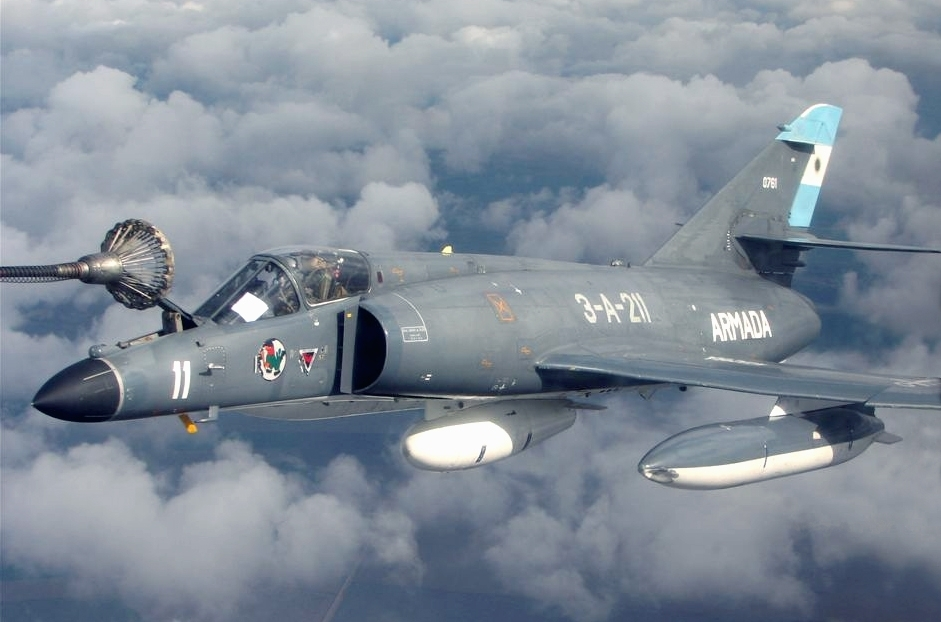
Un Super Étendard de la Armada Argentina reabasteciendo en vuelo.

La fuerza aérea opera generalmente con distintos tipos de aviones, entre los que se encuentran los siguientes:
- Aviones de caza, para bombardear y destruir otros aviones.
- Bombarderos, para atacar objetivos específicos en tierra.
- Aviones de reconocimiento
- Aviones de patrullaje marítimo
- Aviones de reabastecimiento en vuelo
- Aviones AWACS
- Helicópteros
- Aviones de entrenamiento y otros tipos de aeronaves

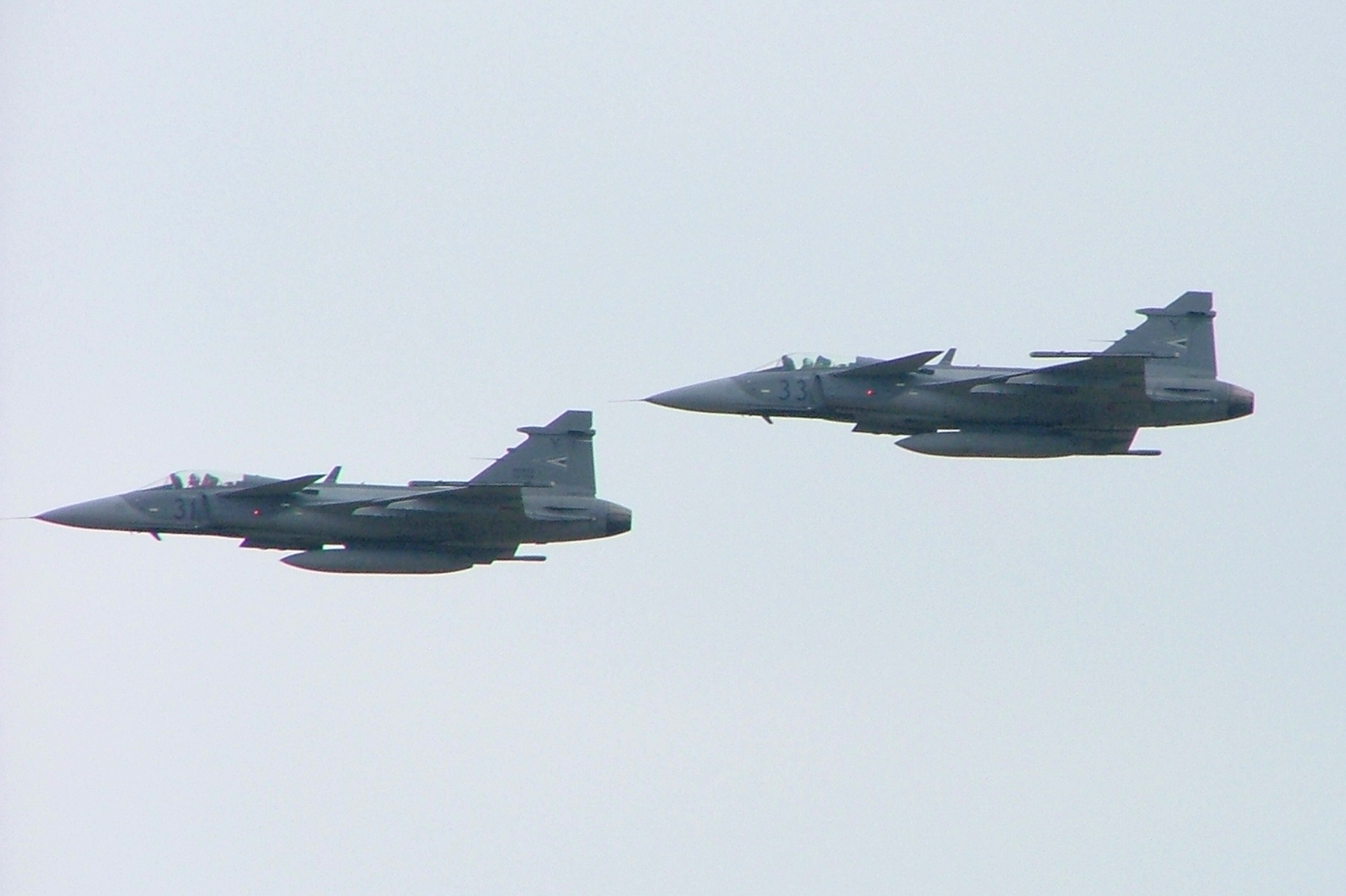
Dos Saab JAS 39 Gripen húngaros en vuelo.

Algunas fuerzas aéreas operan con satélites destinados a mejorar las comunicaciones, realizar reconocimientos más efectivos, etc.
se debe destacar que por cada aeronave en servicio existe todo un grupo de personas destinadas a operar eficazmente la misma. Este grupo incluye el piloto, responsable de la aeronave cuando esta se encuentra en vuelo, el navegante, el personal de mantenimiento, los controladores de tránsito aéreo, los encargados de la comunicación de la aeronave con su centro de control de tráfico aéreo y el centro  administrativo. En algunas fuerzas aéreas hay funcionarios responsables de las armas nucleares estratégicas y también de los misiles balísticos intercontinentales (ICBM).
Aunque los principales dirigentes de las fuerzas aéreas son generalmente pilotos o expilotos de las mismas, la gran mayoría del personal de la fuerza no lo es. Algunas fuerzas aéreas operan con artillería antiaérea, paracaidistas, destinados a la defensa por tierra de las bases aéreas, e incluso con sus propias fuerzas especiales en tierra, encargadas de operaciones de rescate, vigilancia y control del espacio aéreo.

## Poder aéreo

### Capacidades militares aeroespaciales
Las características de ambiente e inteligencia separan el poder aéreo de las fuerzas de mar y tierra. Hecha esta distinción, podemos comenzar a definir la función del poder aéreo. Como base de discusión, podemos enfocar las capacidades militares del poder aéreo. Típicamente, los entusiastas del poder aéreo se han concentrado en el potencial de destrucción masiva del poder aéreo, el bombardeo estratégico. Sin embargo, deben verse sobre el fondo de cómo se haya usado en el pasado, a la luz de la manera cómo se defina el término.
Históricamente, el poder aéreo ha sido servido para lograr proyección, denegación y supervisión. En vez de tratar de dar una definición, vamos a referirnos a estas funciones como capacidades militares. Son una terna poderosa con la cual pueden desarrollarse funciones y misiones. Cada una representa un valioso elemento del poder aéreo, que debe reconocerse para el uso de aeronaves.

### Proyección
La mayor parte de la teoría del poder aéreo moderno se ha dirigido a la capacidad de proyección. En este contexto, proyección es la habilidad de poner fuerza militar en una localidad dada, en un momento determinado. Esta definición es general intencionadamente. Hay una variedad de métodos para enfocar el poder militar. El método más evidente de la fuerza aérea es el bombardeo. Uno menos evidente, pero igualmente importante, es la proyección de fuerzas de tierra con un puente aéreo. La movilidad que el ejército tiene hoy en día es el resultado de la proyección de fuerza con helicópteros y aeroplanos de ala fija. Prácticas comúnmente aceptadas, tales como el apoyo inmediato, interdicción y bombardeo estratégico, son variaciones de esta capacidad. El aspecto fundamental de la proyección es poner fuerza militar -de cualquier manera- en cuantía dada y en tiempo y en lugar especificados.

### Denegación
El socio de la proyección debe ser la denegación. Esta capacidad implica la denegación de libertad de acción al adversario. Aunque la proyección es estrictamente ofensiva, la denegación implica una mezcla de acciones ofensivas y defensivas. Por una parte, esta capacidad tiene la tendencia a ser defensiva en cuanto a la prevención de acciones enemigas. Muchos consideran la Batalla de Inglaterra como ejemplo clásico de denegación. Por otra parte, acciones ofensivas, tales como las proyectadas al logro de superioridad aérea, son también parte integrante de la denegación. Ciertos elementos de la interdicción y del apoyo aéreo inmediato podrían considerarse también en esta categoría. Con el movimiento de tropas y recursos, un puente aéreo puede denegar territorio o libertad de acción al enemigo.

### Supervisión
Posiblemente la más usada y menos considerada capacidad militar del poder aéreo es la supervisión. Simplemente descrita, la supervisión implica vigilar y custodiar para asegurar la adecuada dirección y control. El uso de aviones de reconocimiento y de satélites, para observar desarrollos militares extranjeros y proteger el territorio propio, es una contribución importante y crítica del poder aéreo. Esta capacidad hace uso claramente del efecto de la visibilidad para influenciar las acciones de gobiernos hostiles. Por ejemplo, la observación por satélites alrededor del mundo es un ingrediente clave en el poder militar de las grandes potencias (Estados Unidos de América, Rusia, China, Japón y la Unión Europea) y un componente crítico de la política extranjera. La supervisión puede ser la causa de que algunos gobiernos tengan que adoptar un comportamiento diferente - cambiar sus planes militares. 

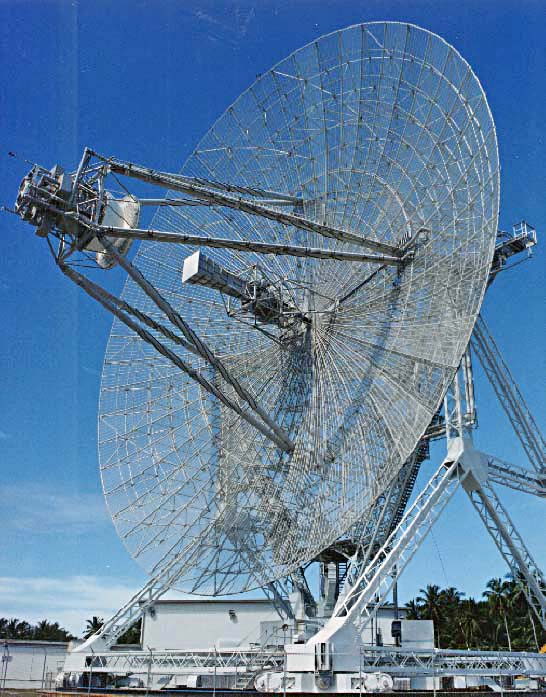
El radar es un medio eficaz para controlar el espacio aéreo.

### Aplicación de capacidades militares
Estas capacidades obran en concierto para apoyar misiones específicas del poder aéreo. Las misiones son simplemente declaraciones de objetivos militares que dan la base a las estructuras de fuerza. Estos objetivos pueden lograrse ejercitando capacidades militares. En pocas palabras, toda misión contiene una mezcla de estas capacidades. De ahí que estas capacidades establezcan los cimientos para construir la declaración de misiones y la estructura de fuerza. 
En cada misión hay una capacidad que domina mientras que las otras ejecutan funciones de apoyo. Sólo utilizando todas las capacidades puede completarse una misión. En la interdicción, por ejemplo, la proyección es la capacidad dominante. Sin embargo, la denegación es necesaria para suprimir las defensas enemigas -para permitir libertad de movimiento- y la supervisión es necesaria para conseguir información sobre el objetivo y evaluar el éxito de la misión.